# Quatuor à cordes no 3 de Tippett
Pour les articles homonymes, voir Quatuor à cordes no 3.
Le Quatuor à cordes no 3 est un quatuor à cordes du compositeur britannique Michael Tippett. Composé en 1946, il comporte cinq mouvements.

## Analyse de l'œuvre
1. Grave e sostenuto - Allegro moderato
2. Andante
3. Allegro molto e con brio
4. Lento
5. Allegro comodo

Durée d'exécution : 31 minutes environ